# 花岡町站
花岡町站（日语：／ Hanaokachō eki */?）是位於愛知縣一宮市城崎通5丁目，名古屋鐵道一宮線的鐵道車站（廢站）。
在一宮線延伸至東一宮站之際，西印田站同日被廢除，而花岡站是位於西印田站同一位置。此站最接近花岡花街地。

## 歷史
- 1912年（大正元年）8月6日 - 枇杷島至枇杷島橋（現時：枇杷島分岔點）至岩倉至西印田之間開業[4][5]
- 1913年（大正2年）1月25日 - 西印田至東一宮之間開業。西印田站廢除[4][5]
- 1930年（昭和5年）1月25日 - 花岡町站啟用[4][5]
- 1965年（昭和40年）4月25日 - 一宮線（岩倉至東一宮）全線廢除，此站也被廢除[4][5]

## 車站構造
截至車站廢除前，此站是地面車站，設有1面1線的月台。

### 配線圖
| ← 岩倉方向                                         | 花岡町站 站內配線略圖 | → 東一宮站 |
| 图例 参考文献： 虛線與半透明的月台是雙線時代的構造 |                       |            |

## 現狀
車站遺址是在現時名鐵巴士花岡町巴士站東南方50米處。位於名鐵協商停車場城崎通5丁目（月租）南方。月台遺址是私人土地。

## 相鄰車站
名古屋鐵道
一宮線
印田－（西印田駅）－花岡町－東一宮

## 注腳